# 嵩草
嵩草（学名：Carex myosuroides）为莎草科薹草属下的一个种。分布于河北、山西、四川等省、区。